# Diplusodon argyrophyllus
Diplusodon argyrophyllus är en fackelblomsväxtart som beskrevs av T. B. Cavalcanti. Diplusodon argyrophyllus ingår i släktet Diplusodon och familjen fackelblomsväxter. Inga underarter finns listade i Catalogue of Life.